# Mirik
Mirik est un village d'Azerbaïdjan, situé dans le raïon de Latchine.

## Histoire
Le 18 mai 1992, le village passe sous le contrôle des forces armées arméniennes lors de la guerre du Haut-Karabagh. Il est ensuite intégré dans la république autoproclamée d'Artsakh, au sein de la région de Kashatagh.
Le 1er décembre 2020, le village repasse sous la souveraineté de l'Azerbaïdjan, comme l'ensemble du raion de Latchine, conformément à l'accord de cessez-le-feu du Haut-Karabakh.

## Culture et patrimoine
Le village abrite l'église Sainte-Mère de Dieu, construite en 1682.